# Голомбкі (Люблінське воєводство)
Голомбкі (пол. Gołąbki) — село в Польщі, у гміні Луків Луківського повіту Люблінського воєводства.
Населення — 230 осіб (2011).
У 1975-1998 роках село належало до Седлецького воєводства.

## Демографія
Демографічна структура станом на 31 березня 2011 року:
|          | Загалом | Допрацездатний вік | Працездатний вік | Постпрацездатний вік |
| -------- | ------- | ------------------ | ---------------- | -------------------- |
| Чоловіки | 108     | 25                 | 73               | 10                   |
| Жінки    | 122     | 22                 | 78               | 22                   |
| Разом    | 230     | 47                 | 151              | 32                   |